# Jacob Gould Schurman

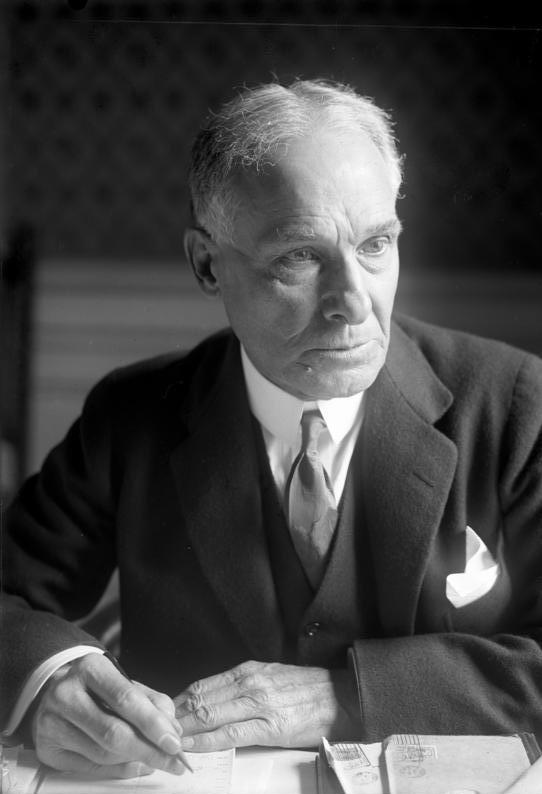
Jacob Gould Schurman (1930)

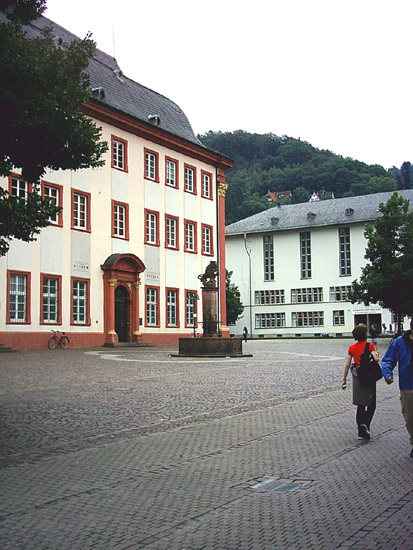
Blick auf die Alte Universität (links im Bild) und die Neue Universität, den durch Spendenaktionen Jacob Gould Schurmans ermöglichten Bau (rechts im Bild)

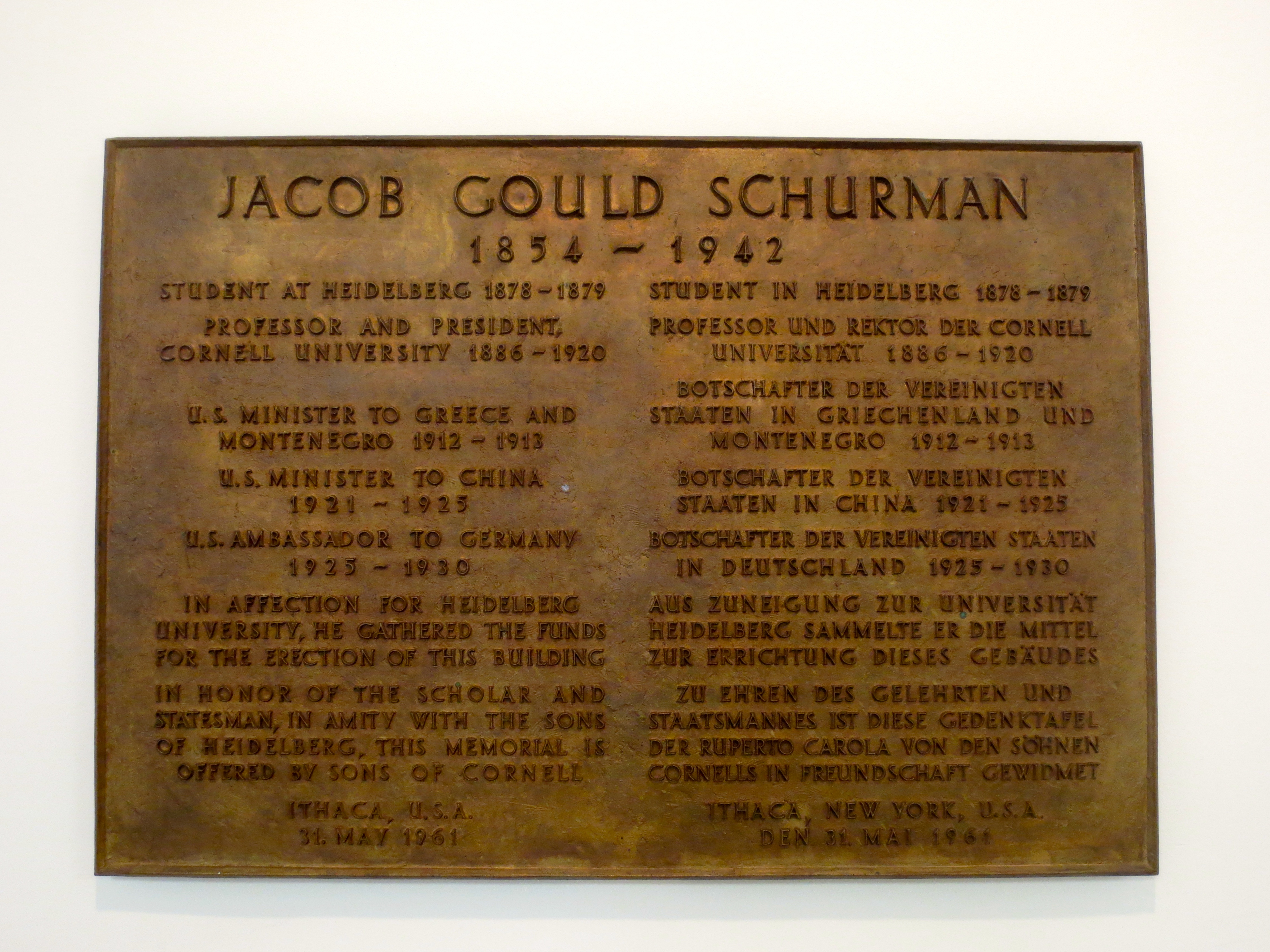
Gedenktafel für Jacob Gould Schurman, gestiftet von den Söhnen ihrer Alma Mater der Cornell University, in Freundschaft den Söhnen der Alma Mater Ruperto Carola gewidmet, die Gedenktafel befindet sich in der Neuen Universität

Jacob Gould Schurman (* 22. Mai 1854 in Freetown, Prince Edward Island, Kanada; † 12. August 1942 in New York) war ein US-amerikanischer Hochschullehrer und Diplomat.

## Leben
Schurman hatte niederländische Vorfahren in New York City. Er studierte am Acadia College in Wolfville, Nova Scotia. Im Jahr 1875 gewann er dabei die Canadian Gilchrist Scholarship, ein Stipendium der University of London; dort graduierte er im Jahr 1877 zum BA und im Jahr 1878 zum MA. Weitere Studien führten ihn an die Universitäten in Paris, Edinburgh, Heidelberg, Berlin und Göttingen.
Als Professor für englische Literatur, Politikwissenschaft und Psychologie (Beschäftigung mit der deutschen Kultur- und Geistesgeschichte) lehrte Schurman am Acadia College (1880–1882) und an der Dalhousie University in Halifax, Nova Scotia (1882–1886). Als Professor für Philosophie wirkte er anschließend an der Cornell University in Ithaca im Bundesstaat New York (1886–1892). Er war von 1892 bis 1920 als Nachfolger von Charles Kendall Adams ihr Präsident; anschließend fiel der Posten an Livingston Farrand.
1892 erwarb er die amerikanische Staatsangehörigkeit.
Am 20. Januar 1900 wurde er zum Vorsitzenden der Schurman-Kommission berufen, die auf den Philippinen arbeitete. Als Botschafter der Vereinigten Staaten war er in China (1921–1925) und Deutschland (1925–1929) tätig; zuvor war er bereits von 1912 bis 1913 Gesandter in Griechenland. Im Ruhestand lebte Schurman ab 1930 in Bedford Hills, New York.

## Werke
- Philippine Affairs – A Retrospect and an Outlook (1902; als Vorsitzender der First United States Philippine Commission seit 1899).
- Kantian Ethics and the Ethics of Evolution (1881)
- The Ethical Import of Darwinism (1888)
- Belief in God (1890, etwa: Glaube an Gott)
- Agnosticism and Religion (1896).

## Ehrungen
- 1908 wurde er zum Mitglied der American Philosophical Society gewählt.[3]
- Da Schurman zugunsten der Ruprecht-Karls-Universität Heidelberg in den USA eine große Spendenaktion startete, mit der das dringend benötigte Hörsaalgebäude seiner ehemaligen Alma Mater finanziert werden sollte, erhielt er im Mai 1928, gemeinsam mit Außenminister Gustav Stresemann, die Ehrendoktorwürde der Philosophischen Fakultät der Heidelberger Universität.
- Am 17. Dezember 1928 wurde Jacob Gould Schurman die Ehrenbürgerwürde der Stadt Heidelberg verliehen.
- Bei der Einweihungsfeier des neuen, von dem Architekten und Stadtplaner Karl Gruber konzipierten Universitätsgebäudes, kam es 1931 zum ersten Mal in der Geschichte des deutschen Rundfunks zu einer Liveübertragung in die USA.
- Im Eingangsbereich des 1931 neu errichteten Universitätsgebäudes wurde gegenüber dem Dozentenzimmer zur Ehre der amerikanischen Förderer der deutschen Universität, eine große bronzene Stifter Tafel angebracht und eine Bronzebüste des Initiators Jacob Gould Schurman aufgestellt (Eine Anregung zu American Studies in Deutschland geht mit auf Schurman zurück).
- Am Heidelberger Neckarufer wurde ein Abschnitt der Straßenführung nach Schurman benannt.
- Die kanadische Regierung ehrte ihn für sein Wirken am 20. Mai 1943 dadurch, dass sie ihn zu einer „Person von nationaler historischer Bedeutung“ erklärte.[4]